# دیو دلانت
دیو دلانت (انگلیسی: Dave Gallant; ۱۲ اکتبر ۱۹۴۹ – ۱۹۹۷ (۴۷−۴۸ سال)) بازیکن فوتبال اهل بریتانیا بود.
از باشگاه‌هایی که در آن بازی کرده‌است می‌توان به باشگاه فوتبال لیدز یونایتد و باشگاه فوتبال دارلینگتون اشاره کرد.